# Gek (ciruela)
Gek es una variedad cultivar de ciruelo ( con mezcla de Prunus cerasifera, Prunus simonii, Prunus salicina, y Prunus ussuriensis), de las denominadas "ciruelas rusas" (Prunus rossica), un grupo único de híbridos complejos con grandes frutos dulces, que fue creado por criadores rusos y esta variedad es uno de sus representantes. Una variedad de ciruela siberiana obtenida en la Federación Rusa por un cruzamiento de 'Skoroplodnaya' x 'Otličnica' antes de 1995. Las frutas con talla de fruto medio, de forma redondeada, color de piel amarillo claro, con chapa de un rubor rosa anaranjado en el 25% de la superficie de la fruta, con una capa de pruina débil, y pulpa de color amarillo, textura blanda, medianamente gruesa, medianamente jugosa, aromática, y sabor dulce aromático, armonioso, más dulce que ácido. Tolera las zonas de rusticidad según el departamento USDA, de nivel 1 a 3.

## Sinonimia
- "Ciruela cereza Gek",
- "Russian Plum Gek",
- "Prunus rossica Gek",
- "Prunus cerasifera Gek".

## Historia
La variedad de ciruela cereza está nominada con el nostálgico nombre soviético 'Gek', como el pequeño héroe de la maravillosa historia de Arkady Gaidar, que se crio en la estación de selección experimental de Crimea VNIIR, abierta en la fábrica de conservas, famosa en todo el país. En 1937, en el pueblo de Krymskaya, Territorio de Krasnodar, se organizó un sitio de prueba para cultivos frutales. En 1940 se fusionó con una huerta y se creó una estación experimental.
'Gek' variedad de ciruela, un híbrido interespecífico de ciruela cereza (Prunus cerasifera), ciruela japonesa (Prunus salicina), ciruela ussuriana (Prunus ussuriensis) y ciruela china (Prunus simonii), se obtuvo como resultado del cruce de "Parental Madre" 'Skoroplodnaya' x polen como "Parental Padre" de 'Otličnica'. Se obtuvo a mediados de los años 80 del siglo  XX . Siendo obtenida en la Federación Rusa por los principales empleados GV Jeremin (más tarde jefe de la estación experimental, académico de la Academia Rusa de Ciencias y de la Academia Rusa de Ciencias Agrícolas, profesor de la Universidad de Kuban), y SV Zabrodina del "Instituto Tecnológico de Horticultura y de Fitomejoramiento de Plantas de toda Rusia".
Los creadores recibieron una patente para este logro de selección. La solicitud de admisión se presentó en 1990, desde 1991 se han llevado a cabo ensayos de variedades, y en 1995 la variedad fue incluida por el Registro Estatal en la lista de cultivos permitidos en la región del Cáucaso del Norte.
'Gek' es una de las denominadas "ciruelas siberianas" o también "ciruelas rusas" (Prunus rossica), muy temprana, destinada principalmente a las zonas de cultivo del norte con inviernos fríos y primavera inestable. Valioso por su adaptabilidad, alta resistencia a las heladas, y muy buena resistencia a las enfermedades fúngicas.

## Características
'Gek' árbol medio y vigor fuerte medio, copa medianamente fuerte, esférica plana. Variedad es parcialmente autofértil, por lo que produce cosechas incluso sin la presencia de polinizadores. Si hay un polinizador cerca, la cosecha será mayor y más estable. Un polinizador adecuado es otra variedad de ciruela siberiana, ciruela japonesa o ciruela cereza. Las flores florecientes son resistentes a las heladas leves.
'Gek' tiene una talla de fruto medio, de forma redondeada, peso promedio 30 a 40 g, sutura definida en color más claro; epidermis tiene una piel media elástica de color amarillo claro, con chapa de un rubor rosa anaranjado en el 25% de la superficie de la fruta, con una capa de pruina débil; pulpa de color amarillo, textura blanda, medianamente gruesa, medianamente jugosa, aromática, y sabor dulce aromático, armonioso, más dulce que ácido.
Hueso semi adherente, mediano, elíptico, aplanado, surcos poco marcados, superficie rugosa.
Su tiempo de recogida de cosecha se inicia en su maduración muy temprana en la segunda quincena de julio. Rendimiento alto, estable y regular, inicio temprano. Resistencia a enfermedades y heladas alta.

## Usos
Una buena ciruela de postre apto tanto para consumo fresco en mesa, como para procesados industriales y culinarios.